# گژگوژ کوتوویچ
گژگوژ کوتوویچ (انگلیسی: Grzegorz Kotowicz؛ زادهٔ ۶ اوت ۱۹۷۳) قایقران کانو اهل لهستان است.